# ساموئل افوم
ساموئل افوم (انگلیسی: Samuel Afum؛ زادهٔ ۶ دسامبر ۱۹۹۰) بازیکن فوتبال اهل غنا است که در پست مهاجم بازی ‌می‌کند.